# Velîki Birkî
Velîki Birkî (în ucraineană Великі Бірки) este o așezare de tip urban din raionul Ternopil, regiunea Ternopil, Ucraina. În afara localității principale, nu cuprinde și alte sate.

## Demografie
Componența lingvistică a așezării de tip urban Velîki Birkî
     Ucraineană (99,17%)
     Alte limbi (0,83%)
Conform recensământului din 2001, majoritatea populației așezării de tip urban Velîki Birkî era vorbitoare de ucraineană (99,17%), existând în minoritate și vorbitori de alte limbi.